# 김정훈 (문학자)
김정훈(金正勲, 1962년 7월 25일~)은 대한민국의 문학자이다.